# Fort Covington
Fort Covington est une ville du comté de Franklin (New York), aux États-Unis, d'une population d'environ 1 645 habitants.